# Alpinia alpina
Alpinia alpina är en enhjärtbladig växtart som först beskrevs av Adolph Daniel Edward Elmer, och fick sitt nu gällande namn av Rosemary Margaret Smith, M.F.Newman, Lhuillier och A.D.Pou. Alpinia alpina ingår i släktet Alpinia och familjen Zingiberaceae.
Artens utbredningsområde är Filippinerna. Inga underarter finns listade i Catalogue of Life.